# Тирион Ланистер
Тирион Ланистер (енгл. Tyrion Lannister), такође познат као Баук (енгл. The Imp) или Полутан (енгл. The Halfman), јесте измишљени лик у серијалу романа епске фантастике Песма леда и ватре које је написао Џорџ Р. Р. Мартин. Први пут се појављује у првом роману овог серијала — Игри престола. Лик Тириона је  описао као једну од најбољих креација Џорџа Р. Р. Мартина као и једног од најпопуларнијих ликова. Популарност лика је навела Мартина да објави илустровану колекцију са Тирионовим цитатима Ум и мудрост Тириона Ланистера (2013). Мартин је рекао да је то његов омиљени лик у серијалу. Лик Тириона играо је амерички глумац Питер Динклиџ у HBO телевизијској адаптацији Игра престола. Представљен је у Игри престола (1996) и касније у романима Судар краљева (1998) и у Олуја мачева (2000). Тирион је био је један од битнијих ликова који се нису појавили у наставку Гозби за вране (2005) али се поново појављује у следећем роману Плес са змајевима (2011). Лик ће се такође појавити у следећој књизи Ветрови зиме.
Тирион је човек изразито ниског раста и члан куће Ланистер од Ливачке стене, једне од најбогатијих и најмоћнијих породица на измишљеном континенту Вестерос. Отац му се звао Тивин, и има брата Џејмија и сестру Серсеи. У причи, Тирион користи свој статус племића Ланистера да ублажи предрасуде са којима се носи целог живота, чак и од чланова своје породице. Знајући да га нико никада неће схватити озбиљно, он настоји да олакша себи испијањем вина и бављењем интелектуалним активностима.
Како мирна владавина краља Роберта Баратеона почиње да слаби, Тирион увиђа да је његова породица лоше припремљена за предстојеће догађаје. Он прво себе спашава од намера Кејтлин Старк и њене сестре Лизе Ерин да га убију, онда је послат од стране свог оца Тивина да заведе ред у главном граду Краљевој Луци, као и да обузда свог нећака Џофрија, новог краља, док грађански рат отпочиње. Тирион се мучи да ојача и заштити град и чланове породице који га мрзе и одбијају да увиди опасност у којој се налазе; са повратком његовог оца у престоницу, Тирион постаје рањив на бес и сплетке који окружују краља Џофрија, укључујући и оне које потичу од Тирионове превртљиве рођене сестре Серсеи. Тирион још једном избегава смрт али са великом ценом и самим тим што је побегао из Вестероса налази се у још већим проблемима и без подршке ресурса куће Ланистер.

## Опис лика
Ово је јава, све ово, помисли он, ратови, сплетке, читава та велика и крвава игра, а ја у самом њеном средишту... ја, кепец, наказа, онај коме су се смејали и кога су презирали, али сада имам све, моћ, град, девојку. За ово сам створен, и, богови, опростите ми, како само све то волим...

— Тирион Ланистер, Судар краљева
У Игри престола (1996), Тирион је представљен као трећи и најмлађи син богатог и моћног Тивина Ланистера, бивше краљеве деснице, и Џоане Ланистер, која је умрла при његовом порођају. Тирионова старија сестра Серсеи је краљица Вестероса због њеног брака са Робертом Баратеоном, а његов брат Џејми је припадник Краљеве гарде. Описан као ружан кепец са очима различите боје (зелена и црна), Тирион поседује златно плаву косу коју имају сви Ланистери, али има компликован однос са њима. Док поседује привилегије и луксузе своје породице, третиран је као „племић друге класе” због свог стаса. Тирионова мајка Џоана је умрла на порођају и Тивин и Серсеи га мрзе зато што криве Тириона за њену смрт. Иако Тивин не гаји никакву љубав према Тириону, он осећа одговорност према свом сину и одггаја га као члана куће Ланистера. За разлику од Тивина и Серсеи, Џејми јако воли Тириона и третира га љубазно, са поштовањем, пријатељством и љубављу.
Тирион је интелигентан, духовит, начитан и дели очеву вештину пословног и политичког маневрисања. По природи је емпириста. Новинар Time-а, Лев Гросман, је описао лик као „огорченог, циничног, патуљка племића”, називајући га „Мартиновим Фалстафом”. Дејвид Ор из новина The New York Times описао је Тириона као „циника, пијаницу, изопштеника и упадљиво најинтелигентнијег у романима”. Као одбачен лик, изопштеник, он испољава симпатије према малтретираним људима и другима у сличној ситуацији; верзија лика из ТВ серије показује емпатију према ванбрачном сину Неда Старка говорећи: „Сви кепеци су копилад у очима свог оца”. Тирион је од стране других перципиран пре свега по својим деформитетима и пороцима, а не по врлинама и добрим делима. Том Шипи из The Wall Street Journal-а написао је да други ликови потцењују Тириона: „Његов статус кепеца делује као нека врста заштите, јер — иако је вероватно најинтелигентнији лик од свих — нико га не схвата озбиљно.” Препознајући да су Тирионова вицкавост, хумор и домишљатост његов механизам преживљавања, глумац Динклиџ је за The New York Times рекао да „он зна да нема вештина са мачем и да је ово свет који је заиста дубоко насилан. Војна правила. Не би могао да преживи у том свету, с обзиром на сопствену снагу. Дакле, он побеђује људе доскочицама — он је забаван.”

### Настанак и опис лика
Године 1981, Мартин је сарађивао са Лизом Татл на трију новела које ће касније бити објављене као роман Windhaven:
Тако док смо писали књиге мислили смо о патуљку који би био један од лордова једног од острва. Морао је да буде најружнија особа на свету али и најинтелигентнија. Задржао сам идеју на уму и поново ми се јавила када сам почео да пишем Игру престола. Дакле... То је Тирион Ланистер.
 Тирион је проминентан лик и један од ликова из чије тачке гледишта су написани романи из серијала. Дејвид Ор из The New York Times-а и Лев Гросман из Time-а назвали су га једном од Мартинових „најбољих креација”. Напомињући да је овај лик један од Мартинових најпопуларнијих, Дејна Џенингс из The New York Times-а назвао је Тириона „огорченим, али бриљантним патуљком чији хумор, разметљивост и потпуна хуманост га чине (често пијаном) звездом серијала”. Томас М. Вагнер је 2001. написао да би лик „може бити чак најјачи антихерој у читавој савременој фантастици”. Ден Коис из The New York Times-а је такође 2012. приметио да је „за љубитеље романа Тирион међу најомиљенијим међу мноштвом краљева, ратника, девојака, робиња, краљица и чудовишта која насељавају свет Џорџа Р. Р. Мартина”. Мартин је рекао: „Моји читаоци се поистовећују са изопштеним, са аутсајдером, са особом која се бори, а не са златним момком”.
 Сам Мартин је издвојио Тириона као свог омиљеног лика у серијалу.
Ја мислим да је његова вицкастост привлачна. Он има доста иконоборачких, циничних реплика, што је забавно за писање. Он је такође веома сив лик. Сви моји ликови су сиви, у већем или мањем обиму, али Тирион је можда најдубље сив, где су бело и црно у њему темељно измешани, и мени је то веома привлачно. Увек сам волео сиве ликове више од црно-белих ... И ја тражим начине да начиним своје ликове стварним и да их учиним хуманим, ликовима који имају добро и лоше, племенито и себично, добро измешано у њиховим природама. Да, ја засигурно желим да људи мисле о мојим ликовима, а не само да имају трзајне реакције. Прочитао сам превише фикције у којој срећеш ликове који су веома стереотипизовани. Они су јуначки јунак или зликовачки зликовац, комплетно црни или бели. А то је досадно, макар што се мене тиче.
 Тирион се прво појављује у Игри престола (1996), а затим у Судару краљева (1998) и Олуји мачева (2000). Он је један од неколицине главних ликова који „горко недостају”, који се не појављују у Гозби за вране из 2005. године. На свом веб сајту 2006. Мартин је објавио примерак поглавља са Тирионом из његовог следећег романа Плес са змајевима. Пре објављивања Плеса са змајевима 2011, Мартин је потврдио Тирионово присуство у роману и назвао га једним од „ликова које су људи највише чекали”. Гросман се сложио, пишући о Плесу са змајевима: „Сада се камера вратила на главне ликове: Џона Снежног и Денерис Таргарјен и Тириона Ланистера”. Џејмс Понјевозик из Time-а је додао да је повратак ових „омиљених ликова” дао Плесу са змајевима „наративну предност” у односу на Гозбу за вране. У априлу 2012, Мартин је прочитао Тирионово поглавље из свог предстојећег романа Ветрови зиме на Eastercon-у; друго поглавље о Тириону је прочитано на Worldcon-у августa 2013. и касније је објављено у оквиру званичне IOS апликације A World of Ice and Fire 20. марта 2014. године.
Bantam Books је 2013. објавио Ум и мудрост Тириона Ланистера, илустровану колекцију која садржи цитате лика из романа.

### Развој
На почетку Игре престола, Тирион је духовит, хедонистички радознао, заштићен породичним статусом, али и даље предмет суптилне поруге. Он је можда најинтелигентнији члан своје породице, али је стално потцењиван и маргинализован. Тирион прихвата предности тога што је Ланистер, али је у исто време свестан његових негативних аспеката и сопственог места као срамоте породице. У почетку је он једини Ланистер који је донекле симпатичан Старковима, али је убрзо ухваћен усред сукоба између две куће. Заробљен је и суђено му је, а „све његове вештине договарања мора да искористи једноставно да би остао жив”. Пошто су Старкови и Ланистери сада отворено у рату, Тивин даје задатак Тириону да управља пословима у Краљевој Луци, препознајући да је његов син интелигентан и да је наследио његове вештине управљања државом. У Судару краљева, Тирион ужива у својој новостеченој моћи, али открива да су његови искрени напори да стабилизује владавину свог нећака Џофрија поткопани и осујећени погрешним и себичним махинацијама свих људи око њега. Планира да поништи контрапродуктивне хировите потезе Џофрија и Серсеи, али „веома огорчени патуљак” се нађе у „таласању између реда и катастрофе док покушава да спречи Ланистере да изгубе апсолутно све.” Томас М. Вагнер то назива „дефинишућим тренутком” када Тирион коментарише да је он све што спречава да хаос преплави породицу и становништво које га презире. Роберта Џонсон из Booklist-а упоређује Тириона са прорачунатим насловним ликом романа Ја, Клаудије, аутора Роберта Грејвса.
У Олуји мачева, Тивин поново преузима функцију Краљеве деснице и даје Тириону наизглед немогућ задатак да реформише финансије краљевства. Претходни Тирионови напори, који су били кључни у одржавању Џофрија на власти и спасавању Краљеве Луке од инвазије, скоро су заборављени. Џофри, охрабрен Тивиновим повратком, јавно понижава Тириона; када је Џофри убијен, сви жељно упиру прстом у Тириона. Серсеи чини све што је у њеној моћи да осигура да он буде проглашен кривим на суђењу. Невин, али осуђен на смрт и омражен више него икад, лик Тириона добија мрачни преокрет. Мартин објашњава:
Тирион је изгубио све ... Изгубио је позицију у кући Ланистер, изгубио је положај на двору, изгубио је све своје злато – што је једна ствар која га је одржавала током живота ... и он је такође сазнао да је Џејми – једини крвни сродник кога је безгранично волео и који му је чувао леђа – имао улогу у трауматичном догађају његовог живота, што је ултимативна издаја ...  Он је толико повређен да жели да повреди друге људе ... и он зна да се само низ мердевине налази одаја која је некада била његова а коју му је отац сада узурпирао ... И ја не мислим да он зна шта ће рећи или урадити када се попне горе – неки део њега осећа да је приморан да то уради. И наравно онда проналазимо Шаи тамо, што је додатни шок за њега, још један нож у стомак. Ја мислим да понекад људи буду гурнути предалеко, некада људи пукну. И ја мислим да је Тирион дошао до те тачке. Прошао је пакао, суочио се са смрћу изнова и изнова, и био је издан, како он то види, од стране људи о којима је покушао да се брине, чије је одобрење покушао да освоји. Покушавао је да освоји одобрење свог оца читав живот.
Након што пронађе своју бившу љубавницу Шаи у кревету свог оца, Тирион је задави. Суочивши се са Тивином са самострелом убрзо потом, убија и њега. За Мартина, „две радње су прилично различите, иако се дешавају у неколико тренутака једна од друге”. Аутор наставља: „Он је бесан на лорда Тивина јер је сазнао истину о својој првој жени и шта јој се догодило, и… Лорд Тивин је уверен да, пошто он не воли Тириона, онда нико не може да га воли.” Како Тивин више пута назове Тирионову трагичну прву жену Тишу „курвом”, Тирион га упозорава да престане. Тивин је одувек учио свог сина да мора да следи своје претње ако му неко пркоси, па када он не послуша Тирионово упозорење, кепец га убија. „И то ће га прогањати. Тивин је био његов отац и то ће га и даље прогањати, вероватно до краја живота”, каже аутор. За Мартина, Шаино убиство је нешто друго:
Са Шаи, урадио је то са већом намером и на неки начин суровије. Та акција није настала у секунди, зато што је дави споро а она се опире, покушавајући да се ослободи. Могао би да је пусти било када. Али његов бес и осећај изданости је толико јак да не престаје док није готово и то је вероватно најцрње дело које је он икада урадио. То је велики злочин на његовој души скупа са оним што је урадио када је напустио прву супругу након мале демонстрације коју је приредио лорд Тивин ... то је опет нешто што ће га прогонити, док је чин оцеубиства нешто од енормних последица и што ће заувек бити потпуно неприхватљиво, јер ниједан човек није проклет као родоубица.
 „Миљеник обожаваоца”, Тирион се враћа као један од ликова из чије тачке гледишта је представљена прича књиге Плес са змајевима, у периоду док он бежи из Вестероса након убистава Шаи и оца Тивина „у стању шока због сопствених поступака”. Преко Узаног мора, у Пентосу и Заливу трговаца робовима, ускоро се налази „у готово најпонижавајућијим и најстрашнијим околностима у животу у којем се нагледао много чега”. Одсечен од богатства и утицаја своје породице, мора да искористи своју памет да би преживео. Како Booklist примећује, „његова запањујућа прилагодљивост је очигледна док од заробљеника прелази у завереника, преко роба до плаћеника, а да притом не изгуби свој тактички утицај”. Задржавши своју „окрутну вицкастост која га је водила кроз догађања у прошлости”, Тирион пружа, према Томасу М. Вагнеру, „најтоплије и најсимпатичније тренутке” у роману.

### Наративне линије

#### Игра престола
Тирион је део пратње краља Роберта Баратеона који посећује Зимворел, седиште куће Старк. Он дисциплинује свог нећака принца Џофрија када Џофри одбије да ода поштовање осакаћеном Брену Старку. Затим одлучује да посети Зид са конвојем Ноћне страже, и спријатељује се са копилетом Неда Старка, Џоном Снежним, у Црном замку. Због свог пријатељства са Џоном, Тирион поново посећује Зимоврел на повратку и осмишља специјализовано седло које ће помоћи обогаљеном Брену да јаше коња.
У Крчми на раскршћу, Тирион сусреће Недову супругу Кејтлин, која га оптужује да је унајмио убицу да убије Брена и хапси га тако што позива оближње наоружане људе. Кејтлин затим води заробљеног Тириона у Гнездо соколово у Ериновом Долу, да би му судила њена сестра Лиза Ерин. Док је на путу, поворку нападају планинска племена и Тирион помаже у борби против њих. Тирион пориче оптужбе и захтева суђење борбом, а брани га најамник по имену Брон, који побеђује у дуелу и обезбеђује Тирионову слободу. Тирион је ослобођен, пуштен да се врати кроз опасан пут, у завери која за циљ има да буде убијен. Користећи своју духовитост и обећање награде, Тирион осваја бројна планинска племена као своје личне телохранитеље док је на путу до војних логора куће Ланистер. Затим учествује у бици код Зеленог крака, где га отац шаље као део претходнице. Импресиониран Тирионовим могућностима, Тивин после битке шаље Тириона у престоницу, Краљеву Луку, као вршиоца дужности Краљеве деснице у покушају да контролише политичку непромишљеност краља Џофрија и краљице Серсеи. Док је био у логору, Тирион за љубавницу узима пратитељку кампа, проститутку Шаи, и води је са собом у престоницу.

#### Судар краљева
Тирион стиже у Краљеву Луку и одмах препознаје хаос који је створила Џофријева и Серсеина злоупотреба моћи. Настојећи да консолидује власт и очува ред у престоници, Тирион методично идентификује и уклања краљичине присталице. Згрожен Џофријевим понашањем и Серсеиним неуспехом да контролише сина, Тирион се отворено супротставља младом краљу и покушава да Сансу Старк, коју држе као таоца, сачува од опасности.
Када Станис Баратеон крене у поход да освоји Краљеву Луку, Тирион управља одбраном престонице, чак и лично предводећи налет снага, који Станисове трупе одбацује од капија. Када се бори на запаљеним олупинама Станисове флоте, Тириона је напао и тешко ранио витез Краљевске гарде, сер Мендон Мур, али га је спасио његов млади штитоноша Подрик Пејн. Тирион сумња да иза покушаја атентата стоје Џофри или Серсеи, али не може да се освети ни једном ни другом.

#### Олуја мачева
Након опоравка од повреде задобијене током борби на Црнобујици, Тирион открива да је изгубио већи део носа, а Тивин Ланистер се вратио и преузео позицију Краљеве деснице, уклонивши Тириона са власти. Тирион је тада именован за господара ковница као „награду” за његово успешно вођство, што је заправо оптерећење за њега и терет довођења у ред хаотичног фискалног стања круне. Након што је сазнао за заверу куће Тирел да преузму Зимоврел кроз брак са Сансом, Тивин приморава Тириона да се уместо тога ожени њом. Саосећајући са Сансином ситуацијом, Тирион одбија да конзумира брак против њене воље, упркос наређењима његовог оца да јој што пре направи дете. Тирион такође добија тежак задатак да буде домаћин гостујућем дорнском конвоју из земаља непријатељске куће Мартел.
На Џофријевом венчању са Маргери Тирел, Џофри отворено понижава Тириона, али касније умире од отрованог вина. Серсеи одмах оптужује и хапси Тириона. Заборављена су његова претходна добра дела, а Тириону се суди док Серсеи манипулише судским поступком како би обезбедила осуђујућу пресуду. Срце му је сломљено када је открио да се Шаи такође окренула против њега и када га отворено понизи на суду. У својој тузи и бесу, Тирион захтева судски двобој, на шта Серсеи пристаје и за свог првака бира страшнног сер Грегора Клеганија. Након што је Брон одбио да се бори за Тириона, принц Оберин Мартел изненађујуће пристаје да постане Тирионов првак како би могао да се бори са Грегором, али умире у дуелу и стога Тирион губи. Проглашен је кривим, осуђен на смрт и одведен у тамницу. Брат Џејми га ослобађа уз помоћ господара шапталица Вариса и на крају признаје своје саучесништво у Тивиновом уништењу Тирионовог првог брака са Тишом. Бесан, Тирион се заклиње да ће се осветити својој породици за окрутности које му приређују читав живот. Лажно признаје да је убио Џофрија и открива Серсеино промискуитетно понашање у његовом одсуству, како би повредио Џејмија. Пре него што је побегао из палате, Тириону Варис показује тајни пролаз који воду у Тивинову одају и он тамо проналази голу Шаи у Тивиновом кревету. Након што ју је у бесу задавио, Тирион се супротставља и прети Тивину на нужнику самострелом. Када Тивин лоше говори о Тиши, Тирион убија свог оца пре него што је побегао из Вестероса на броду који је Варис уговорио.

#### Плес са змајевима
Тирион је одведен у Пентос, где се налази под заштитом имућног трговца и политичара Илирија Мопатиса. Тамо сазнаје да су Варис и Илирио тајно планирали да обнове власт династије Таргарјен од времена убиства лудог краља Ериса II. На Илириов савет, Тирион пристаје да крене ка и придружи се Ерисовој преживелој ћерки Денерис у Мирину и помогне јој да поврати власт у Вестеросу. Он схвата да двојица његових сапутника нису онакви какви се представљају — један најамник по имену „Гриф” је Џон Конингтон, блиски пријатељ престолонаследника Регара и осрамоћена десница краља Ериса; за другог, тинејџера познатог као „Млади Гриф” се тврди да је Регаров наводно убијен син Егон, кога је Варис наводно склонио и заменио другом бебом коју је уместо њега убио Грегор Клегани током пљачке Краљеве Луке. Тирион затим користи игру сиваса да саботира Илириов план тако што је убедио Младог Грифа да одустане од идеје савеза са Денерис.
Док се зауставља у трговачком граду Селхорис на путу за Волантис, Тирион посећује јавну кућу. Ту га препознаје и отима прогнани Џора Мормонт, који верује да ће по достављању Ланистера Денерис изгладити нарушене односе са њом. Након што су заједно са девојком кепецом по имену Пара преговарали о пролазу у Мирин, њихов брод је онеспособила јака олуја и све су их заробили и поробили јункајски робовласници који тренутно опседају Мирин. Током примирја, Тирион и Пара су приморани да изводе лажно надметање јашући свиње у борбеним јамама Мирина, које су заправо инсцениране као спектакл где ће их на крају појести лавови, али су спасени када Денерис интервенише и заустави представу.
Када дизентерија погоди опсадне логоре робовласника, Тирион планира бекство. Он убија надзорника отровним печуркама, и они се придружују плаћеничкој чети „Други синови”, чији вођа Бен Плам познаје Џору. У замену за чланство у чети, Тирион им обећава богатство Ливачке стене, његово право по рођењу пошто је Тивин мртав, а Џејми га се одрекао како би се придружио Краљевој гарди. Тирион брзо схвата да ће Јункајци изгубити и покушава да убеди Друге синове да промене страну.

#### Ветрови зиме
Мартин је потврдио да ће Тирион бити лик у надолазећој шестој књизи. Два поглавља су тренутно објављена јавности.
Као члан Других синова, Тирион покушава да убеди Бена Плама кроз игру сиваса, да се поново придружи Денерис. Вести о уласку Гвоздене флоте (предвођене Викторионом Грејџојем) у залив стижу до логора. Док се Други синови припремају за битку која бесни око њих, стижу вести да је друга плаћеничка чета, Ветром развејани, пребегла на страну Денерис. На састанку њихових официра где јункајски командант захтева од њих да појачају катапулт који нападају снаге Неокаљаних Денерис Таргарјен, Џора убија јункајског гласника, а Бен Плам изјављује да ће се трупе Других синова поново придружити Денерис.

## ТВ адаптација
Извршни продуценти/сценаристи Дејвид Бениоф и Д. Б. Вајс предложили су идеју адаптације Мартинових књига за телевизију пред HBO марта 2006, а мрежа је обезбедила права у јануару 2007. године. Први глумац који је добио улогу био је Питер Динклиџ као Тирион у мају 2009. године. Бениоф и Вајс су касније приметили да је смешни и „невероватно паметан” Динклиџ био њихов први избор за ову улогу, пошто је глумчево „језгро људскости, прекривено љуском сардонске суве духовитости, прилично добро усклађено са ликом”. Пошто није био упознат са изворним материјалом, Динклиџ је био опрезан у свом првом сусрету са продуцентима; као кепец, „он није играо вилењаке или леприконе” и — избирљив у погледу жанровских улога — управо је завршио са тумачењем улоге патуљка Трампкина у филму Летописи Нарније: Принц Каспијан (2008). Бениоф и Вајс су рекли Динклиџу да је тај лик „другачија врста ниске особе у фантастици”, или, по глумчевим речима: „Без браде, без шиљастих ципела, романтично, право људско биће”. Динклиџ је потписао уговор за улогу Тириона пре него што је састанак био на пола, делом зато што су му: „Рекли колико је популаран”. Мартин је о кастингу Динклиџа рекао: „Да није прихватио улогу, ох, човече, не знам шта бисмо урадили”. Бениоф је додао: „Када сам читао Џорџове књиге, одлучио сам да је Тирион Ланистер један од великих ликова у књижевности. Не само књижевне фантастике — књижевности! Сјајна, заједљива, напаљена, пијана, самобичујућа збрка од човека. И постојао је само један избор за његову улогу.”
У октобру 2014, Динклиџ и неколико других кључних чланова глумачке екипе, са претходно потписаним уговорима за шест сезона серије, поново су преговарали о својим уговорима како би направили договор за потенцијалну седму сезону и повећање хонорара за пету, шесту и седму сезону. The Hollywood Reporter је повишице назвао „огромним”, напомињући да ће тај уговор учинити глумце „међу најплаћенијим глумцима на кабловској телевизији”. Deadline Hollywood је хонорар за пету сезону сваког глумца проценио на „близу 300.000 долара по епизоди”, а Hollywood Reporter је у јуну 2016. написао да ће сваки глумац бити плаћен „више од 500.000 долара по епизоди” за седму сезону и потенцијално за осму. Динклиџ је 2017. постао један од најплаћенијих глумаца на телевизији и зарађивао je 2.000.000 фунти по епизоди.

### Приче
Прве две сезоне (2011—12) прате догађаје из Игре престола и Судара краљева. Радња Олује мачева подељена је на 3. и 4. сезону (2013—14). И пета и шеста сезона адаптирају материјал из Гозбе за вране и Плеса са змајевима, романа чија се радња одвија истовремено и сваки садржи различите ликове. Иако се HBO серија наизменично продужавала, скраћивала, спајала и одвајала од заплета романа, Тирионов лик и прича остали су углавном конзистентни са Мартиновим писањем.

#### 1. сезона
Називајући лик „црном овцом” породице Ланистер, TV Guide је написао док је серија премијерно емитована 2011. године да „Тирион види кроз све шиканирање и одлучује да је најбоља опција да пије и обилази кревете кроз Седам краљевстава”. The Boston Globe је додао да је он „хедонистички интелектуалац који може да се извуче из било чега”. Према Los Angeles Times-у, „бриљантан, али омражен” Тирион је „толико добро упознат са функционисањем света да то тешко може да поднесе, Баук је… можда развратан, али говори истину ипак, бори се за сопствени опстанак са онолико милости колико може”. The New York Times је отишао толико далеко да је Тириона назвао „нечим најближим хероју” у серији.
Као и у Игри престола, Тирион путује у Зимоврел са краљевском породицом те потом путује са копилетом Неда Старка, Џоном Сежнним, до Зида. На повратку у Краљеву Луку, Тириона је заробила Кејтлин Старк, која га сумњичи да је планирао атентат на њеног сина Брена. Одведен у Гнездо соколово, где Кејтлинина сестра Лиза Ерин влада као намесница, Тириону се суди. Тирион захтева суђење борбом, именујући за свог првака најамника Брона, који је победио у борби. Њих двојица се састају са Тирионовим оцем Тивином, чије се снаге боре против војске Роба Старка. Тирион је случајно онесвешћен када битка почиње. Тивин шаље Тириона у Краљеву Луку да обавља дужност Краљеве деснице. Не послушавши Тивинова наређења, Тирион води проститутку Шаи са собом.

#### 2. сезона
Током друге сезоне, Нил Генцлингер из The New York Times-а је написао да је „Тирион скоро једини лик који има било какву комплексност. Можда чак и трачак савести”. Емили Нусбаум је у чланку за The New Yorker приметила: „Ако серија има хероја, то је Тирион (Динклиџ), који је способан за окрутност, али такође има увиђање и емпатију, скривени испод оклопа вајлдовијанске духовитости.” The Hollywood Reporter назвао је Тириона „оним кога треба пратити, јер је он најпаметнији Ланистер и зна да то што имају дериште за краља — које малтретира све оне око себе — могло да изазове велику реакцију”. Вила Паскин из Salon-а је назвала повећану истакнутост лика у 2. сезони „повећањем вредности забаве и моралом”. Она је додала: „Тирион је циничнији, манипулативнији и много погоднији за преживљавање. Он није толико вољан да буде претворен у месо, и то га чини оном врстом мушких ликова у серији који грабе пажњу публике.” Хвалећи Динклиџа, Дан Коис из The New York Times-а је написао: „Он игра Тириона као јединог модерног човека у блатњавом, насилном, исконском свету. Он воли добру храну, добар разговор и добру књигу. За разлику од ратнохушкачких господара и витезова Вестероса, али као и већина HBO претплатника, он би радије остао ван битке.” Коис додаје да „Динклиџова разметљивост храброшћу прикрива Тирионово дубоко врело меланхолије”. У вези са причом из 2. сезоне, Динклиџ је приметио да Тирион ужива не само у свом упаду у битку, већ и у својој новој моћи без преседана на двору. Рекао је: „Ово је лик по којем је срато целог његовог живота. Мислим, он долази из великог богатства, али се према њему поступа веома лоше, тако да сада постоји ново стечено поштовање где ако га неко назове неким именом, може да га убије. Никада раније то није имао. Тирион дефинитивно ужива у тој улози и очајнички покушава да је задржи. Ужива док траје, јер није сигуран да ће дуго потрајати.” Као што господар шапталица Варис каже Тириону, моћ је „трик, сенка на зиду… и веома мали човек може да баци веома велику сенку”.
Као Краљева десница, Тирион покушава да контролише свог окрутног и неспособног нећака Џофрија и одбрани Краљеву Луку од Станиса Баратеона, супарничког претендента на Гвоздени престо. Тирион уништава велики део Станисове нападачке флоте дивљом ватром, али је скоро убијен током битке, вероватно по Џофријевој или Серсеиној наредби. Тирион се опоравља и открива да му се отац вратио на власт и позицију, а да је он остао без признања за своја херојска дела. Шаи моли Тириона да оде у Пентос са њом, али он одлучује да остане у Краљевој Луци.

#### 3. сезона
По завршетку друге сезоне Тирион је „сломљен, претучен, нанет му је ожиљак који ће трајати доживотно и лишен је моћи”, упркос томе што је био кључан у спасавању Краљеве Луке од инвазије. То је његова шанса да побегне од прљаве и смртоносне „игре престола”, али он не може да се натера, признајући: „Лоши људи су оно у чему сам добар”. Тако Тирион открива да мора да се повинује Тивиновом плану да га ожени са Сансом Старк; упркос томе што је често пијан како би ублажио све што га боли. Тирион успева да спасе Сансу од тога да је Џофри јавно скине и вероватно силује, а касније „одабира пристојност уместо синовљеве лојалности и одлучује да ипак не конзумира брак”. Тирион је такође сада немоћан против Џофријеве злобе, али Тивин је потврдио своју контролу над младим краљем, макар само када то служи његовим сопственим жељама; он спречава Џофрија да представи Санси главу њеног покојног брата, али не зато што му је стало до Сансе или Тирионовог беса. Упркос Тивиновој сталној одлучности да учини да се Тирион осећа „јадно и невољено”, он верује да је добар отац — јер се одупро жељи да Тириона баци у море по рођењу. Иако не би требало да буде изненађен очевим хладнокрвним махинацијама, Тирион је ужаснут Тивиновим учешћем у Црвеној свадби; Емили Вандерверф пише: „Изгледа да само Тирион схвата да ће крв коју су пролили на крају бити освећена. Север се можда за сада смирио, али неће увек бити миран”. О тој причи, Мет Фаулер из IGN-а напомиње: „Само је толико моћан догађај могао да доведе до тога да се миљеник фанова, Тирион, не појави у епизоди по први пут.”
Тирион тражи од Тивина да буде именован за наследника предачке куће Ланистера, Ливачке стене. Тивин љутито одбија и прети да ће обесити Шаи ако је поново нађу у његовом кревету, али именује Тириона за господара ковница, односно благајника круне. Такође приморава Тириона да се ожени Сансом Старк против његове воље, иако обоје одлучују да не конзумирају брак. Тирион и Санса почињу да се повезују јер су обоје изопштеници у Краљевој Луци, све док Санса не открије да су њена мајка Кејтлин и брат Роб убијени као резултат Тивинових сплетки.

#### 4. сезона
У марту 2014, Динклиџ је потврдио да ће се четврта сезона „прилично држати” заплета који прати Тириона у књизи Олуја мачева, додајући да „ти преокрети среће заиста шаљу [Тириона] у зечју рупу”. Он напомиње да се лик мења у 4. сезони и „заиста завршава на другом месту, где није мислио да иде. То је помало подстакнуто бесом према својој породици и покушајем да пронађе место у свету за себе. Видите да неки људи се ослањају на пијаног, смешног Тириона. Мислим да ће смешан и пијан потрајати само донекле. Он се трезни на много начина. И љубав је присутна у његовом животу [са Шаи], и то наноси огромну штету — јер је рањив, а не воли да буде рањив. Потпуно је лишен својих одбрамбених механизама.” О Тирионовом односу са његовим братом Џејмијем, Динклиџ је рекао: „Ако сте одгајани заједно, много пута имате неизговорен дијалог, и то је веома лако, посебно између Џејмија и Тириона. Они имају право пријатељство, добар братски однос. Пазе један на другог”. Као и у романима, Тирион је (неправедно) проглашен кривим за Џофријево убиство и осуђен на смрт; HBO серија не користи информацију да његова прва супруга није била проститутка да би мотивисала Тириона да убије свог оца, и у серији Тирион не лаже Џејмија да је крив за убиство краља Џофрија.
У страху за безбедност Шаи, Тирион прекида везу са њом и наређује јој да оде у Пентос. Она одбија све док је он не назове курвом и изјави да не може имати његову децу. Џофри је убијен отровом на својој свадбеној гозби, а Серсеи одмах оптужује Тириона. На његовом суђењу, Шаи сведочи против њега, лажно тврдећи да је Санса одбила да има сексуалне односе са Тирионом осим ако не убије Џофрија. Огорчен на њену издају и коначно отргнувши се годинама исмевања због свог ниског раста, Тирион захтева суђење борбом, али тек након веома интензивног монолога о људима које мрзи/презире и стању ствари. Серсеи именује практично непобедивог Грегора Клеганија за свог првака. Тириона брани принц Оберин Мартел, који верује да је његову сестру, нећаку и нећака убио Грегор. Оберин скоро побеђује, али његово одбијање да убије Грегора без признања даје Грегору прилику да га убије, а Тирион је осуђен на смрт. Пре његовог погубљења, Тириона је из затвора ослободио Џејми, а даље га Варис кријумчари бродом изван Вестероса. Тирион одлучује да се суочи са Тивином пре бекства и проналази Шаи у кревету свог оца. Тирион је задави до смрти, а затим се суочи са Тивином на нужнику. Тирион убија свог оца самострелом, а затим одлази у Пентос са Варисом.

#### 5. сезона
Године 2015, Џејмс Хиберд је у тексту за Entertainment Weekly назвао Тирионов састанак са Денерис Таргарјен (Емилија Кларк) „иконичним сусретом” који је „одушевио фанове, који су (већ једном!) били универзално одушевљени шоуранерима који су направили наративни потез који још увек није искоришћен у романима Џорџа Р. Р. Мартина.” Динклиџ је у интервјуу рекао: „То је сјајна ствар у вези са мојим ликом: био је свуда. Он је једини лик који иде у потрагу. Био је на Зиду и сада мора да пронађе змајеве.” Бениоф и Вајс су рекли да је разговор између Тириона и Денерис имао у фокусу паралеле између њихових живота, пошто је Тирион имао „много емпатије” према Денерис јер је била сироче, као и он, и обоје су имали „ужасне очеве”. Тирион је схватио да је Варис можда у праву што је Денерис „последња нада за Вестерос”. Бениоф и Веисс су такође сугерисали да Тирион верује да би Денерис могла да га врати „на власт”.
Тирион стиже у Пентос, где Варис открива да је планирао да врати династију Таргарјен на власт и тражи од Тириона да отпутује са њим да би се срео са Денерис Таргарјен у Мирину. Током њиховог путовања, Тириона киднапује Денерисин бивши саветник Џора Мормонт, који има за циљ да се искупи и изглади односе са Денерис, доводећи јој Ланистера. Међутим, Тириона и Џору заробљавају робовласници, које Тирион убеђује да их продају у борбене јаме у Мирину. Током демонстрације бораца, Тирион и Џора се сусрећу са Денерис; она одлучује да узме Тириона у своју службу, али наређује да Џора буде поново протеран. Приликом поновног отварања Мирининих борбених јама, побуњеници познати као Синови Харпије покрећу масиван напад, који је осујећен само када се појави Денерисин змај Дрогон и преплаши Синове, пре него што одлети са Денерис на леђима. Иако Тирион жели да се придружи Џори и Дарију Нахарису у потрази за Денерис, Дарио истиче да су његове вештине најприкладније за управљање градом Мирином у одсуству Денерис. Варис касније стиже у Мирин и нуди Тириону да користи своју шпијунску мрежу за одржавање реда у граду.

#### 6. сезона
Тирион открива да Синове Харпије финансирају робовласници градова Јункаја, Астапора и Волантиса и организује састанак са представницима тих градова и излаже им предлог да имају седам година да укину ропство. Упркос Тирионовом инсистирању да је компромис неопходан, ово решење наилази на неодобравање других Денерисиних саветника и ослобођеника из града Мирина. Тирион такође тражи помоћ црвене свештенице Кинваре, која верује да је Денерис месијанска фигура из њене религије и нуди подршку Р’лорових следбеника. Мирин почиње да напредује, али успех града изазива гнев робовласника, који се плаше да ће то поткопати легитимитет робовласничког система. Они покрећу масовни поморски напад на град. Денерис се враћа и затиче хаос, и иако је незадовољна Тирионовим неуспехом, он ју је убедио да уништи флоту робовласника и присили њихову коначну предају уместо да их потпуно уништи. Убрзо након тога, Теон и Јара Грејџој стижу у Мирин нудећи Денерис своју Гвоздену флоту; придружују им се флоте Дорне и Хвата, које су пребегле од Ланистера. Денерис именује Тириона као краљичину десницу, чиме је он почаствован. Тирион се тада придружује њој, змајевима и војсци док плове у Вестерос.

#### 7. сезона
Планирајући освајање Вестероса са Змајкамена, прастаре тврђаве Таргарјена, Денерис и Тирион сазнају да је Џон Снежни именован краљем на Северу. Тирион сугерише да би Џон био вредан савезник; Денерис и Џон су импресионирани једно другим, али она је изнервирана када он одбије да јој се закуне на верност. Денерис и њени савезници разговарају о својој стратегији за рат против Ланистера. Тирион не саветује директан напад на Краљеву Луку, а Денерис пристаје на његову нијансирану серију напада. Међутим, Серсеи и Џејми га надмудрују, неутралишући Денерисину подршку Тирела и Дорне. Бесна Денерис игнорише Тирионове сталне аргументе за опрез и десеткује ланистерски караван својим змајевима. Такође није у стању да је спречи да погуби Рендила и Дикона Тарлија, који одбијају да јој се закуну на верност чак и након пораза. У епизоди „Источна Моробдија”, Тирион се састаје са Џејмијем у тајности како би посредовао у састанку између Серсеи и Денерис. У епизоди „Змај и вук”, он помаже да се Серсеи убеди да су немртви који напредују ка њима ипак непосреднија претња по све.

#### 8. сезона
Тирион се враћа у Зимоврел са таргерјенским снагама. Поново се сусреће са Сансом, која сумња у Серсеино обећање да ће послати помоћ и разочарана је што би Тирион насео на њену лаж. Џејми касније стиже у Зимоврел и даје потврду да снаге Ланистера не долазе. Денерис доводи у питање Тирионову способност да јој служи као десница након толиких грешака у расуђивању, али након што је приватно разговарала са Џором, она признаје да јој је Тирион користан, и наређује му да сиђе у крипте током битке против мртвих ради његове безбедности, због чега је њему криво. Током битке, Ноћни краљ оживаљава Старкове закопане у криптама; Тирион и Санса се крију заједно, спремни да се суоче са хордом, али убрзо је Ноћни краљ убијен, а војска мртвих уништена.
Док се спремао да отпутује на југ да опседа Краљеву Луку, Тирион сазнаје од Сансе о Џоновом наслеђу као праворођеном Таргарјену. Он говори Варису, који разматра да ли је Џон боља опција да влада Вестеросом од Денерис. Тирион се поново обавезује на службу Денерис и открива Варисову издају. Денерис погубљује Вариса. Тирион убеђује Денерис да заустави уништавање Краљеве Луке ако се људи предају, што ће бити назначено звоњењем градских звона. Тирион ослобађа Џејмија, који је ухваћен у покушају да се ушуња у Краљеву Луку, и шаље га да убеди Серсеи да се преда, а не да се суочи са Денерисиним гневом. Иако се град предао, Тирион је ужаснут када Денерис користи Дрогона да запали град, уништи Црвену тврђаву и побије становништво. Након битке, Тирион лута кроз рушевине Краљеве Луке и на крају открива лешеве Џејмија и Серсеи, под рушевинама у Црвеној тврђави. Након што је победоносна Денерис обећала да ће повести своју армију у кампању „ослобођења” широм света, она оптужује Тириона за издају јер је ослободио Џејмија. Када он поднесе оставку на функцију деснице у знак протеста, она га хапси и осуђује на смрт. У затвору, Тирион убеђује Џона да мора да убије Денерис зарад добробити земље. Џон оклева, али на крају ипак убије Денерис и он је такође утамничен.
Нешто касније, Тирион (још увек заточеник Сивог Црва и снага Неокаљаних) убеђује веће најмоћнијих лордова и госпи Вестероса да одбију принцип ступања на престо по праву рођења и да уместо тога пристану да бирају сваког новог владара гласањем у савету. Затим предлаже да Брена Старка изаберу за краља, тврдећи да је због натприродног знања и мудрости Брен неупоредиво најбољи избор да води Вестерос. Веће једногласно усваја предлог. Брен прихвата позицију и именује Тириона као своју Краљеву десницу, уз напомену да намерава да натера Тириона да се искупи за своје грешке. Тирион преноси Џону вест да ће га поново протерати у Ноћну стражу и опрашта се од њега. Нешто касније, он председава првим састанком малог већа краља Брена Сломљеног.

### Појављивања у другим медијима
Године 2019, Питер Динклиџ и Лина Хиди појавили су се као Тирион и Серсеи Ланистер заједно са Елмом у ПСА у Улици Сезам о важности међусобног поштовања, у оквиру кампање „Respect Brings Us Together” Улице Сезам.

### Признања и награде
Динклиџов наступ је похваљен; The Boston Globe назвао је Тириона у његовом тумачењу једним од „врхунца” серије, додајући да Динклиџ „даје победничку представу која је шармантна, морално двосмислена и самосвесна”. Мет Роуш је у тексту за TV Guide је рекао да се гледаоци „радују храбрости Питера Динклиџа који краде сцене.” Los Angeles Times је у једном тексту објавио „Игра престола на много начина припада Динклеџу” чак и пре него што је у другој сезони лик „глумца који краде сцену” постао централна фигура серије. The New York Times је приметио да колико год да је лик Тириона омиљен међу обожаваоцима романа, „Динклиџова лукава глумачка изведба учинила је Тириона још популарнијим”. HuffPost је Тириона назвао „најцитиранијим” ликом у HBO серији, као и једним од најомиљенијих.
Априла 2011. и Los Angeles Times и Entertainment Weekly прогласили су Динклиџа достојним награде Еми за његову улогу у првој сезони. Касније је добио Еми за најбољег споредног глумца у драмској серији, као и награду Златни глобус за најбољег споредног глумца у серији, мини серији или телевизијском филму. Такође је добио награду Сателит за најбољег споредног глумца у серији, мини серији или телевизијском филму и награду Scream за најбољег споредног глумца за прву сезону Игре престола. Динклиџ је поново освојио Еми за најбољег споредног глумца 2015, и 2018. године.
Лик Тириона је The New York Times описао као једну од најбољих креација Џорџа Р. Р. Мартина као и једним од најпопуларнијих ликова. Популарност овог лика навела је Мартина и издавача Bantam Books да објаве Ум и мудрост Тириона Ланистера (2013), илустровану колекцију цитата Тириона из романа. Динклиџ је добио широко признање критичара за своју улогу Тириона. Освојио је четири награде Еми за најбољу споредну мушку улогу у драмској серији и Златни глобус за најбољу споредну мушку улогу у серији, мини серији или телевизијском филму . Он је једини глумац из Игре престола који је освојио награду Еми и једини глумац који је номинован за сваку сезону.

### Роба на тему лика
Међу различитим серијама колекционарских фигурица из Игре престола које је лиценцирао HBO, Тирион је заузимао истакнуто место, и био је описан као један од „великих хитова”, „миљеника обожаваоца”, „најомиљенијих” и „најпопуларнијих” ликова.
Funko је произвео две фигуре Тириона као део њихове ПОП! телевизијске линије. То су фигурице од једанаест центиметара, направљене у јапанском чиби стилу, и приказују два издања Тириона, једну пре битке за Краљеву Луку и другу, под ратном опремом и са ожиљком на лицу. Компанија је такође произвела још неколико фигурица са ликом Тириона, као и одређене фигурице објављене као ограничена издања, приказана на Сан Дијего Комик Кону 2014. године. Threezero је издао фигурице висине 21,9 cm, 1/6 Тирионове висине. Dark Horse Comics продаје фигурице од 15 cm, и квалитетне статуе од 25 cm, за које су продуценти серије одабрали Тириона као тему.